# Katrina Law
Katrina Law (Filadelfia, Pensilvania; 30 de septiembre de 1985) es una actriz estadounidense. Es más conocida por interpretar a Mira en la serie Spartacus y a Nyssa al Ghul en la serie Arrow.

## Biografía
Law nació en Filadelfia, y creció en el municipio de Deptford, Nueva Jersey. Su madre es taiwanesa y su padre es de ascendencia alemana e italiana. Cuando era adolescente, fue coronada Miss New Jersey Teen USA.
Law se casó con el actor Keith Andreen en enero de 2013. En diciembre de 2018, dio a luz a una hija.

## Carrera
Law trabajó junto al director Adrian Picardi con los productores Eric Ro y Don Le, para crear una serie web de bajo presupuesto llamada The Resistance. Picardi fue el creador y director oficial de la serie. El programa fue recogido por Starz, y Law fue seleccionada para aparecer como Mira en Spartacus: Blood and Sand en 2009. En 2011, Law completó un proyecto orientado a la acción llamado 3 Minutes con el director Ross Ching, los productores Don Le y George Wang, protagonizado por Harry Shum, Jr., Stephen Boss y ella misma.
En 2012, volvió a interpretar a Mira en Spartacus: Vengeance.
Desde 2013, tiene un papel recurrente en la serie de televisión The CW, Arrow como Nyssa al Ghul, la hija del líder de la Liga de Asesinos, Ra's al Ghul. En 2016, también interpreta a Nyssa durante un episodio de Legends of Tomorrow.
En mayo de 2016 se anunció que se había unido al elenco principal de la serie Training Day, como la detective Rebecca Lee. La serie fue cancelada en mayo de 2017.
En 2018, protagoniza la serie The Oath de Sony Crackle, interpretando a Karen Beach.
En 2019, Law fue elegida como coprotagonista en el piloto de CBS, Alive, como la examinadora médica Elizabeth Lavenza, cuyo esposo Mark Escher (Ryan Phillippe) es resucitado por el misterioso Dr. Frankenstein (Aaron Staton). El mismo año, se unió al elenco principal de Hawaii Five-0 de CBS para la décima temporada de la serie, en donde interpreta a Quinn Liu.

## Filmografía
| Cine       | Cine                                      | Cine                 | Cine                                    |
| Año        | Película                                  | Rol                  | Notas                                   |
| ---------- | ----------------------------------------- | -------------------- | --------------------------------------- |
| 2000       | Lucky Numbers                             | Chica joven          |                                         |
| 2001       | Bottomfeeders                             | Ursula               |                                         |
| 2002       | Emmett's Mark                             | Francine             |                                         |
| 2005       | Choker                                    | Santo                |                                         |
| 2006       | All In                                    | Dealer #1            |                                         |
| 2007       | A New Tomorrow                            | Katherine Schatz     |                                         |
| 2008       | Stiletto                                  | Biker Chick No. 2    |                                         |
| 2009       | Alpha Males Experiment                    | Jenna                |                                         |
| 2010       | The Grind                                 | Gemma                |                                         |
| 2011       | 3 Minutes                                 | Female Hunter        | Corto                                   |
| 2015       | Checkmate                                 | Katana               |                                         |
| 2017       | Darkness Rising                           | Izzy                 |                                         |
| TBA        | Mafiosa                                   | Alex Johnson         | Producida en 2010 sin ser lanzada       |
| Televisión |                                           |                      |                                         |
| Año        | Título                                    | Rol                  | Notas                                   |
| 2001       | Third Watch                               | Ani Bailey           | Episodio: "Man Enough"                  |
| 2002       | Reba                                      | Morgan Brooks        | Episodio: "The King and I"              |
| 2003       | 44 Minutes: The North Hollywood Shoot-Out | Kate                 | Película de televisión                  |
| 2006       | If You Lived Here, You'd Be Home Now      |                      | Película de televisión                  |
| 2007       | The Rookie                                | Kate Wyman           | Serie web (spin-off de 24); 6 episodios |
| 2009       | Chuck                                     | Alexis               | Episodio: "Chuck Versus the Beefcake"   |
| 2010       | Spartacus: Blood and Sand                 | Mira                 | 5 episodios                             |
| 2010       | Legend of the Seeker                      | Garren the Mord Sith | 3 episodios                             |
| 2010       | The Resistance                            | Lana                 | Serie web, 8 episodios                  |
| 2012       | Spartacus: Vengeance                      | Mira                 | 10 episodios                            |
| 2013       | Chosen                                    | Amber                | 2 episodios                             |
| 2013       | Snow Bride                                | Greta Kaine          | Película de televisión                  |
| 2014–2020  | Arrow                                     | Nyssa al Ghul        | 20 episodios                            |
| 2015       | 12 Gifts of Christmas                     | Anna Parisi          | Película de televisión                  |
| 2015       | Guilt                                     | Natalie              | Piloto (sin transmitir)                 |
| 2016       | DC's Legends of Tomorrow                  | Nyssa al Ghul        | Episodio: "River of Time"               |
| 2017       | Training Day                              | Rebecca Lee          | 13 episodios                            |
| 2018–2019  | The Oath                                  | Karen Beach          | 18 episodios                            |
| 2018       | Sacred Lies                               | Stephanie Bailey     | 6 episodios                             |
| 2019–2020  | Hawaii Five-0                             | Quinn Liu            | 21 episodios                            |
| 2020       | Magnum P.I.                               | Quinn Liu            | Episodio: "Desperate Measures"          |
| 2021–      | NCIS                                      | Jessica Knight       | 5 episodios                             |